# دهنو بايين (قلعة قاضي)
دهنو بایین (بالفارسية: دهنو پایین) هي قرية تقع في إيران في قسم قلعة قاضي الريفي. يقدر عدد سكانها بـ 1,884 نسمة .